# Гуаньян
Гуанья́н (кит. упр. 灌阳, пиньинь Guànyáng) — уезд городского округа Гуйлинь Гуанси-Чжуанского автономного района (КНР).

## История
Во времена империи Хань в 111 году до н.э. был создан уезд Гуаньян (观阳县). Во времена империи Суй он был в 590 году присоединён к уезду Сянъюань (湘源县).
При империи Тан в 617 году уезд был создан вновь (уже с таким же написанием названия, как и в настоящее время), но в 624 году он опять был присоединён к уезду Сянъюань. В третий раз уезд был создан в 675 году, и на этот раз просуществовал до 939 года, когда в эпоху Пяти династий и десяти царств правители государства Поздняя Цзинь присоединили его к уезду Цинъюань (清湘县).
После объединения китайских земель в империю Сун уезд был в 964 году создан в четвёртый раз.
В составе КНР в 1949 году был образован Специальный район Гуйлинь (桂林专区) провинции Гуанси, и уезд вошёл в его состав. В 1958 году провинция Гуанси была преобразована в Гуанси-Чжуанский автономный район. В 1971 году Специальный район Гуйлинь был переименован в Округ Гуйлинь (桂林地区).
Постановлением Госсовета КНР от 27 августа 1998 года город Гуйлинь и Округ Гуйлинь были объединены в Городской округ Гуйлинь.

## Административное деление
Уезд делится на 3 посёлка, 4 волости и 2 национальные волости.